# Franz Dusika
Franz Dusika (Viena, 31 de marzo de 1908-Viena, 12 de febrero de 1984) fue un deportista austríaco que compitió en ciclismo en la modalidad de pista. Ganó una medalla de bronce en el Campeonato Mundial de Ciclismo en Pista de 1932, en la prueba de velocidad individual.

## Medallero internacional
| Campeonato Mundial | Campeonato Mundial | Campeonato Mundial | Campeonato Mundial       |
| Año                | Lugar              | Medalla            | Competición              |
| ------------------ | ------------------ | ------------------ | ------------------------ |
| 1932               | Roma (Italia)      | Medalla de bronce  | Velocidad individual (A) |